# لابويبلا دي لاباركا
بلدية لابويبلا دي لاباركا (بالإسبانية: Lapuebla de Labarca) هي بلدية تقع في مقاطعة ألافا التابعة لإقليم الباسك شمال إسبانيا.

## الديموغرافيا
يبلغ عدد سكان بلدية لابويبلا دي لاباركا 867 نسمة عام 2011 (وفقاً للمعهد الوطني للإحصاء الإسباني).
| 861 | 872 | 877 | 854 | 882 | 877 | 867 |